# 亚历山德里亚 (希腊)
亚历山德里亚（希臘語：Αλεξάνδρεια）是希腊中马其顿大区伊马夏专区的市镇。市镇面积为478.8平方公里，2021年人口数量为38,292人。
现今范围的市镇设立于2011年地方政府改革中，由原4个市镇合并而成，原市镇则成为此市镇的4个市区。亚历山德里亚市区（即原亚历山德里亚市镇）的面积为140.614平方公里，2021年人口数量为20,128人。